# Neerpelt
Neerpelt est une section de la commune belge de Pelt située en Région flamande dans la province de Limbourg. C'était une commune à part entière avant sa fusion avec Overpelt le 1er janvier 2019.

## Géographie
La commune est délimitée au nord-ouest par la frontière néerlandaise.

## Sections de la commune
| # | Section            | Superf. (km²) | Habitants (2020) | Habitants par km² | Code INS |
| - | ------------------ | ------------- | ---------------- | ----------------- | -------- |
| 1 | Neerpelt           | 29,39         | 13.978           | 475               | 72025A   |
| 2 | Lille-Saint-Hubert | 13,49         | 3.410            | 253               | 72025B   |

## Démographie

### Évolution démographique de la section de Neerpelt
- Sources: INS, www.limburg.be et Commune de Neerpelt

### Évolution démographique de la comunne fusionnée
En tenant compte des anciennes communes entraînées dans la fusion de communes de 1977, on peut dresser l'évolution suivante:
- Source: DGS , de 1831 à 1981=recensements population; à partir de 1990 = nombre d'habitants chaque 1 janvier

## Sport
Neerpelt est connu pour son équipe de handball le Sporting Nelo évoluant en première division nationale qui a remporté 10 fois le championnat de Belgique de handball et qui a également remporté 9 fois la Coupe de Belgique de handball masculin

## Personnalités
Neerpelt est la commune de naissance ou de résidence de plusieurs Belges connus, parmi lesquels on compte le réalisateur Stijn Coninx, le compositeur Wim Mertens, le couturier Raf Simons, la chanteuse Belle Perez, le chanteur/compositeur Joost Zweegers de 'Novastar', le chanteur/compositeur Stijn Meuris de 'Noordkaap' et 'Monza', le cycliste Jelle Vanendert, le champion du monde de moto cross Éric Geboers et l’écrivaine Lieve Joris .